# Ana Cláudia Bolzan
Ana Cláudia Bolzan e Silva (* 15. Juli 1996 in Mantenópolis, Brasilien) ist eine brasilianische Handballspielerin, die für die brasilianische Nationalmannschaft aufläuft.

## Karriere

### Im Verein
Bolzan spielte für den brasilianischen Verein EC Pinheiros. Ihren ersten Meistertitel mit Pinheiros gewann sie im Jahr 2016. Im Finale erzielte Bolzan kurz vor dem Abpfiff den spielentscheidenden Treffer zum 25:24-Erfolg gegen Metodista. Im darauffolgenden Jahr gewann sie mit Pinheiros die Panamerikameisterschaft für Vereinsmannschaften. In den Jahren 2019 und 2022 feierte die Außenspielerin zwei weitere brasilianische Meistertitel. Zusätzlich gewann sie im Jahr 2022 mit ihrem Verein die Süd- und zentralamerikanische Handballmeisterschaft. Im Januar 2023 schloss sie sich dem portugiesischen Erstligisten Benfica Lissabon an. Mit Benfica gewann sie 2023, 2024 und 2025 die portugiesische Meisterschaft sowie 2023 und 2025 den portugiesischen Pokal. Seit der Saison 2025/26 steht sie beim slowakischen Erstligisten HC DAC Dunajská Streda unter Vertrag.

### In Auswahlmannschaften
Bolzan gewann mit der brasilianischen Nationalmannschaft die Goldmedaille bei den Südamerikaspielen 2018 und bei den Südamerikaspielen 2022. Bolzan reiste als Reservespielerin zu den Olympischen Spielen 2024 in Paris. Zum vierten Turnierspiel rückte sie in das brasilianische Aufgebot auf.